# Дете среће
Дете среће је други студијски албум Марка Булата који је објављен 1997. године. Албум су издале издавачке куће Центросцена и ПГП РТС.